# 罗马非天主教徒公墓
非天主教徒公墓（義大利語：Cimitero Acattolico），又称新教徒公墓（Cimitero dei protestanti）或英国人公墓（Cimitero degli Inglesi），是罗马的一个公墓，位于泰斯塔西奥区，靠近奥勒良城墙上的圣保禄门，以及建于公元前30年，埃及式样的塞斯提伍斯金字塔。公墓内种植地中海柏木、石榴等树种。公墓供非天主教徒使用，并不局限于新教徒或英国人。最早的墓葬属于一名牛津大学学生（1738年）。英国诗人济慈、雪莱以及意大利共产党创始人葛兰西都安葬于此。

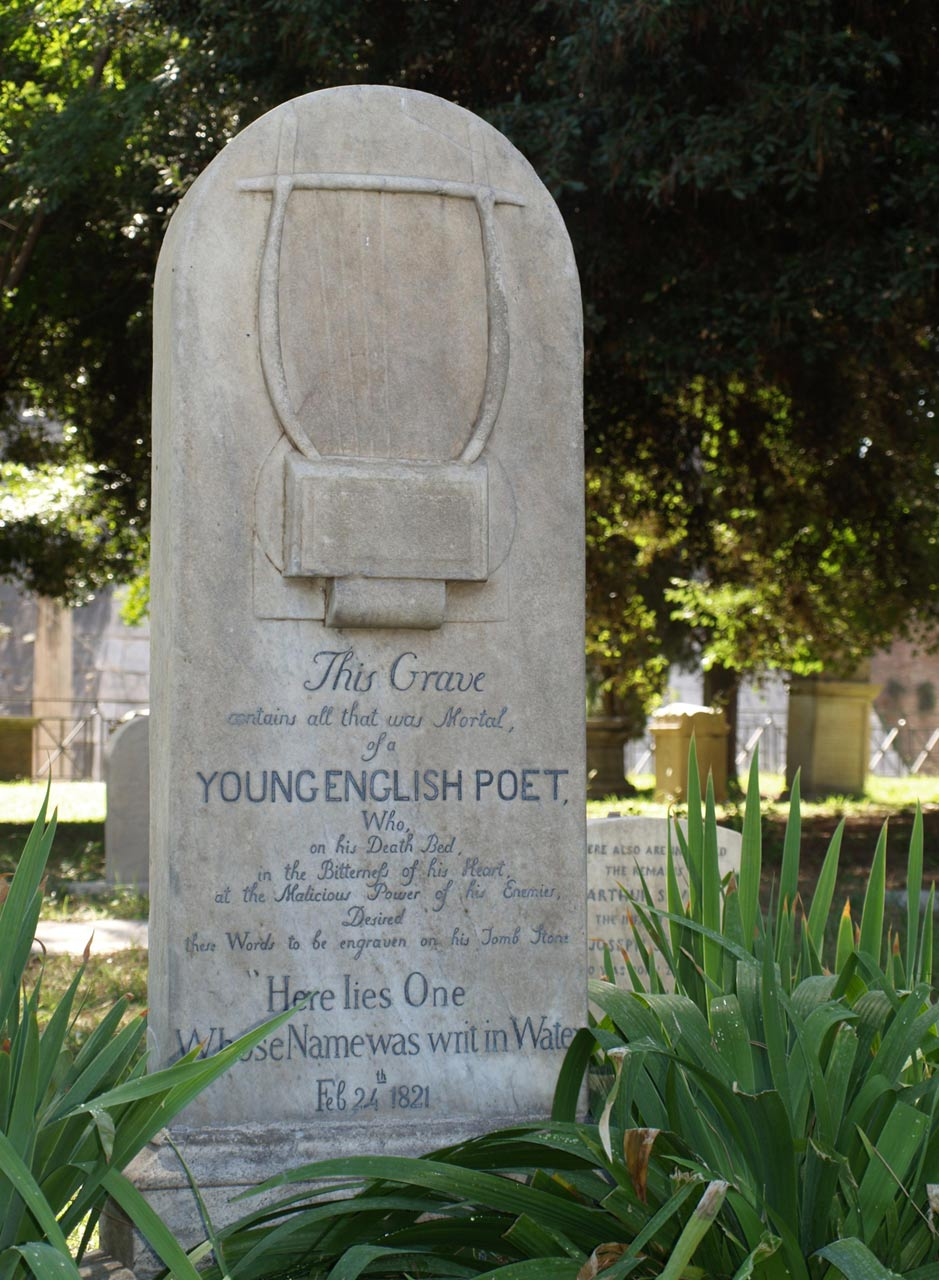
济慈墓碑，上边写着“此地长眠者，声名水上书”。

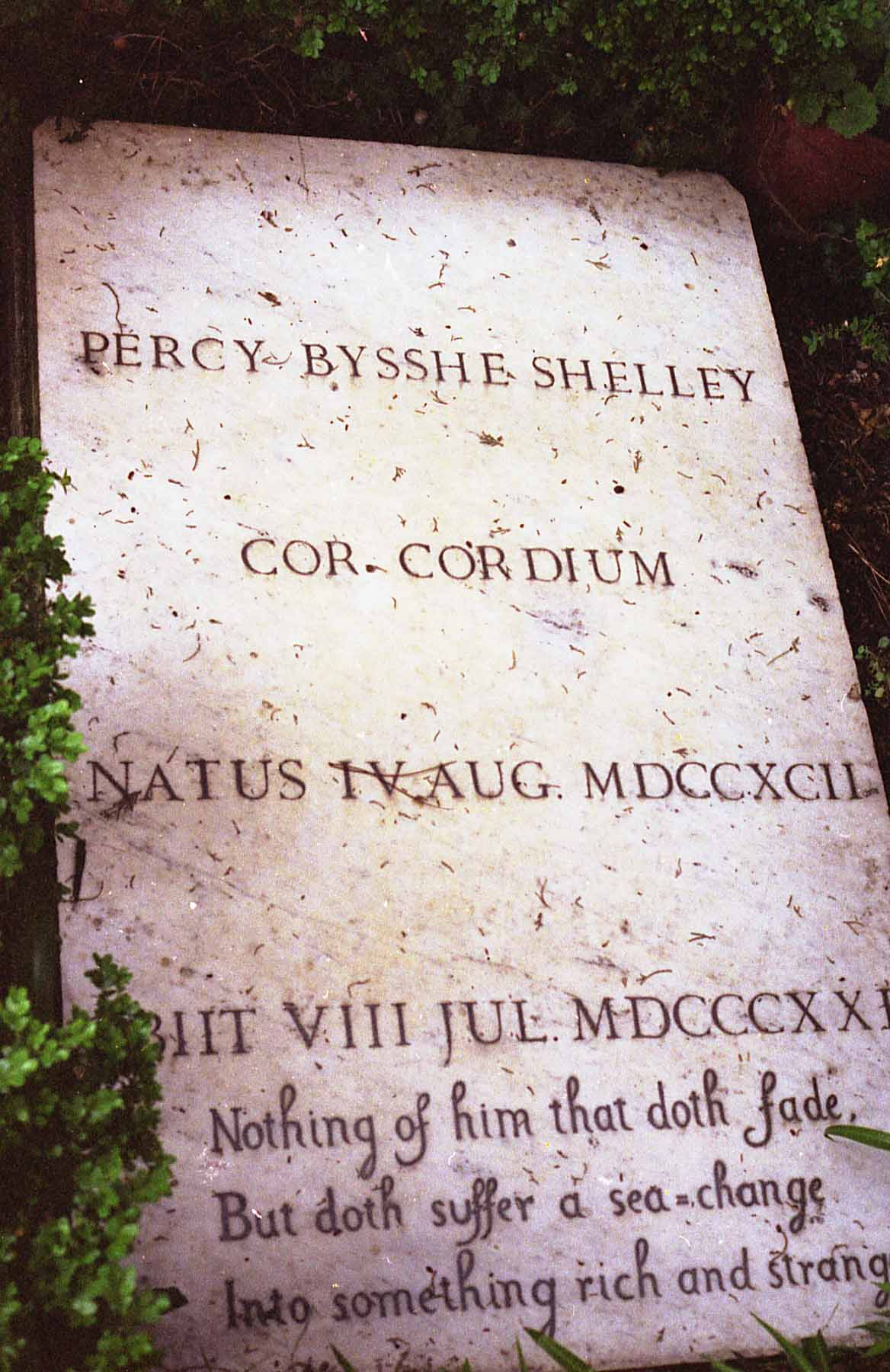
雪莱墓碑